# Nesticus georgia
Nesticus georgia là một loài nhện trong họ Nesticidae.
Loài này thuộc chi Nesticus. Nesticus georgia được Willis J. Gertsch miêu tả năm 1984.